# Christa McAuliffe
Sharon Christa McAuliffe (nascida Corrigan, Boston, 2 de setembro de 1948 – Cabo Canaveral, 28 de janeiro de 1986) foi uma professora e astronauta norte-americana que morreu a bordo do ônibus espacial Challenger, quando a nave explodiu no ar durante o lançamento em janeiro de 1986, matando todos os seus tripulantes.
Professora especializada em  História Americana e Estudos Sociais, McAuliffe, inspirada na adolescência pelo Programa Apollo, foi a escolhida entre 11 000 professores dos Estados Unidos que responderam ao chamado da NASA em 1984, que pretendia levar um educador ao espaço para que de lá ele desse aulas às crianças americanas, através do programa chamado Projeto Professor no Espaço.
Selecionada em julho de 1985, ela e sua reserva Barbara Morgan, outra professora, passaram um ano sem dar aulas, com os salários pagos pela NASA, treinando para a missão STS-51-L, do ônibus espacial Challenger, que subiria em janeiro de 1986. Após o anúncio de sua escolha, McAuliffe tornou-se uma celebridade nos Estados Unidos, e tendo grande empatia com a imprensa, chegou a ser entrevistada em famosos programas da TV americana como os de David Letterman e Larry King. Foi em parte por causa de sua presença na missão e do frisson provocado na opinião pública com isso, que a tragédia da Challenger causou a comoção extraordinária que ocorreu entre o povo norte-americano.
Em 28 de janeiro de 1986, numa manhã de sol em Cabo Canaveral, na presença de sua família e acompanhada por milhões de crianças em telões instalados em colégios através do país, 73 segundos após o lançamento a nave Challenger explodiu no ar, matando McAuliffe e os outros seis tripulantes do ônibus espacial. Barbara Morgan, a professora-astronauta reserva de McAuliffe no fatídico vôo da Challenger, formou-se astronauta em 1998 e participou da missão STS-118 do ônibus espacial à Estação Espacial Internacional, em 2007, quando deu, ao vivo do espaço, a mesma aula que McAuliffe daria às crianças norte-americanas 21 anos antes.

## Infância
McAuliffe nasceu em 2 de setembro de 1948, em Boston, Massachusetts. Ela era a mais velha dos cinco filhos de Edward Christopher Corrigan, da Irlanda e Graça Maria Corrigan , uma professora substituta, cujo pai era Libanês.  McAuliffe foi uma grande sobrinha do historiador libanês-americano Philip Khuri Hitti. Ela era conhecida por seu nome do meio desde tenra idade, embora nos últimos anos ela assinou seu nome "S. Christa Corrigan" e, finalmente, "S. Christa McAuliffe".
No ano que nasceu, seu pai estava completando o segundo ano no Boston College. Pouco tempo depois, ele conseguiu um emprego como assistente de controladoria em uma loja de departamentos em Boston, e eles se mudaram para Framingham, Massachusetts, onde frequentou e graduou-se na Marian High School em 1966. Quando jovem, ela foi inspirada pelo Projeto Mercury e o Programa Apollo. Um dia depois de John Glenn orbitar a Terra em Friendship 7, ela disse a um amigo em Marian High: "Você percebe que as pessoas algum dia estarão indo para a Lua? Talvez até mesmo pegar um ônibus, e eu quero fazer isso!". Ela respondeu anos mais tarde ao pedido do projeto da NASA Professor no Espaço dizendo: "Eu assisti a Era Espacial. E eu gostaria de participar".

## Carreira como educadora

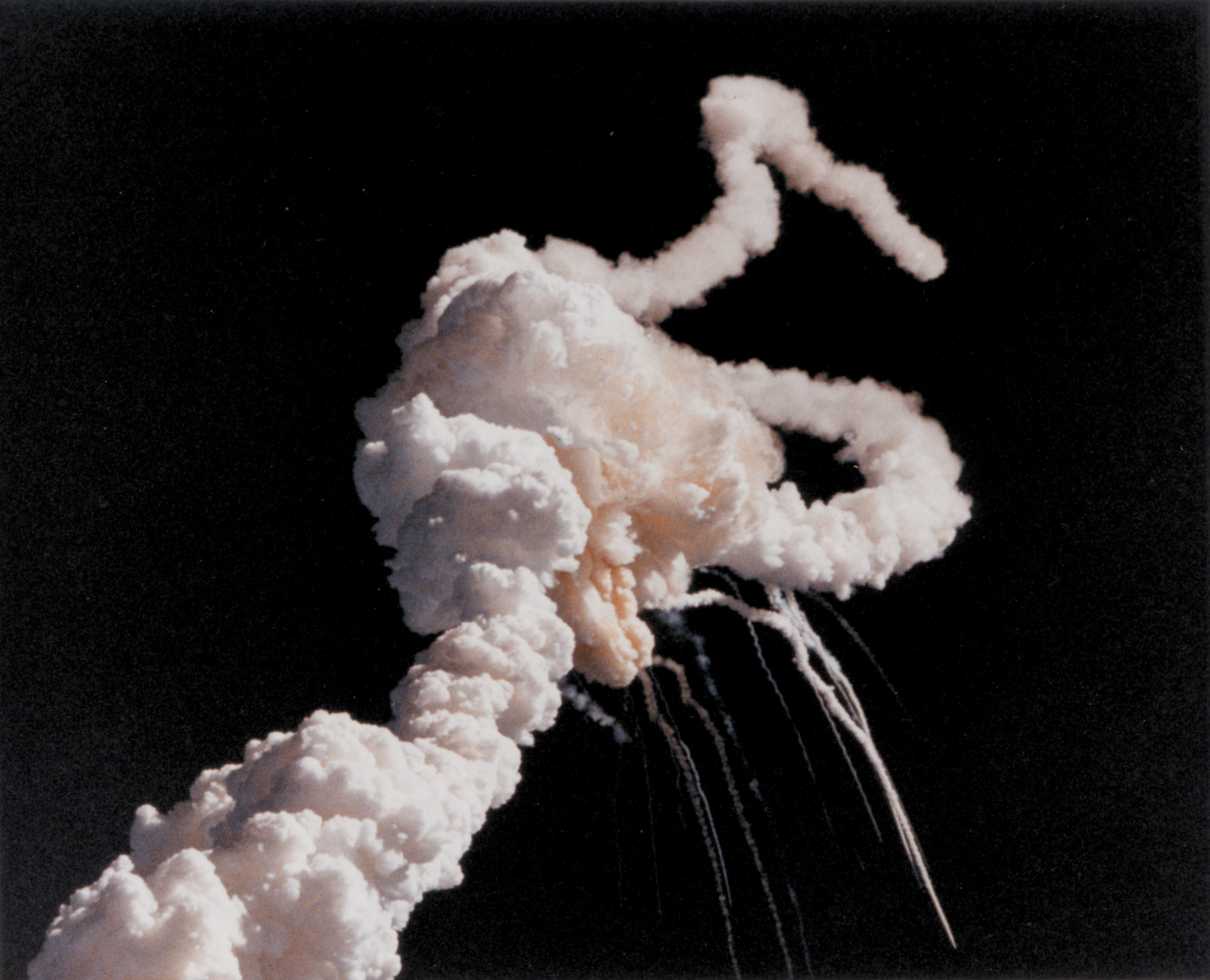
A Challenger explode no ar

McAuliffe frequentou a Framingham State University em sua cidade natal, graduando-se em 1970 como Bacharel de Artes na educação de história. Algumas semanas mais tarde, ela se casou com seu namorado que havia conhecido desde o colégio, Steven J. McAuliffe, graduado da Virginia Military Institute, e foram para Washington D.C., para que ele pudesse participar da Georgetown University Law Center. Eles tiveram dois filhos, Scott e Caroline, que tinham nove e seis anos, respectivamente, quando ela morreu.
McAuliffe foi professora na Concord High School  em New Hampshire. Obteve seu primeiro cargo de professora em 1970, como professora de história americana em Benjamin Foulois Junior High School, em Morningside, Maryland. De 1971 a 1978, lecionou história e civismo no Thomas Johnson Middle School, em Lanham, Maryland. Além de ensinar, ela completou Master of Arts em matéria de supervisão de educação e administração de Bowie State University, em Maryland. Em 1978, ela mudou-se para Concord, New Hampshire, quando Steven aceitou um emprego como assistente do procurador-New Hampshire Geral. McAuliffe ensinou a 7ª e 8 ª série da história americana e Inglês em Concord, New Hampshire, e o 9º ano de Inglês em Bow, New Hampshire, antes de tomar um cargo de professor em Concord  em 1983.
Christa McAuliffe era uma professora de estudos sociais, e ministrou vários cursos, incluindo história americana, direito e economia, além de uma auto-concebidos curso: "A Mulher Americana". Tendo em viagens de campo e trazer palestrantes foram uma parte importante da suas técnicas de ensino. De acordo com o jornal The New York Times, ela, "enfatizou o impacto das pessoas comuns sobre a história, dizendo que eles eram tão importantes para o registro histórico como reis, políticos ou generais".